# Saori Obata
 (mai 2025).
Si vous disposez d'ouvrages ou d'articles de référence ou si vous connaissez des sites web de qualité traitant du thème abordé ici, merci de compléter l'article en donnant les références utiles à sa vérifiabilité et en les liant à la section « Notes et références ».
Saori Obata (小畑 沙織, Obata Saori), née le 23 avril 1978 à Sapporo (Japon), est une joueuse de tennis japonaise, professionnelle de 1996 à 2006.
Elle réalise la meilleure saison de sa carrière en 2003, qu'elle conclut au 49e rang mondial, se hissant notamment au 3e tour de l'US Open en septembre puis en finale du tournoi de Tachkent en octobre.

## Palmarès

### Titre en simple dames
Aucun

### Finale en simple dames
| No | Date       | Nom et lieu du tournoi  | Catégorie | Dotation  | Surface    | Vainqueure             | Score     |          |
| -- | ---------- | ----------------------- | --------- | --------- | ---------- | ---------------------- | --------- | -------- |
| 1  | 06/10/2003 | Tashkent Open, Tachkent | Tier IV   | 140 000 $ | Dur (ext.) | Virginia Ruano Pascual | 6-2, 7-62 | Parcours |

### Titre en double dames
| No | Date       | Nom et lieu du tournoi  | Catégorie | Dotation  | Surface    | Partenaire     | Finalistes                    | Score    |          |
| -- | ---------- | ----------------------- | --------- | --------- | ---------- | -------------- | ----------------------------- | -------- | -------- |
| 1  | 17/02/2003 | Kroger St. Jude Memphis | Tier III  | 170 000 $ | Dur (int.) | Akiko Morigami | Alina Jidkova Bryanne Stewart | 6-1, 6-1 | Parcours |

### Finale en double dames
Aucune

## Parcours en Grand Chelem

### En simple dames
| Année | Open d'Australie | Open d'Australie    | Internationaux de France | Internationaux de France | Wimbledon       | Wimbledon        | US Open         | US Open          |
| ----- | ---------------- | ------------------- | ------------------------ | ------------------------ | --------------- | ---------------- | --------------- | ---------------- |
| 2002  | 1er tour (1/64)  | Maria Elena Camerin | 1er tour (1/64)          | Alina Jidkova            | 2e tour (1/32)  | Eléni Daniilídou | 1er tour (1/64) | Elena Dementieva |
| 2003  | -                | -                   | 1er tour (1/64)          | Ashley Harkleroad        | 1er tour (1/64) | Elena Bovina     | 3e tour (1/16)  | Justine Henin    |
| 2004  | 3e tour (1/16)   | Nathalie Dechy      | 1er tour (1/64)          | Vera Dushevina           | 2e tour (1/32)  | Vera Zvonareva   | 1er tour (1/64) | Shikha Uberoi    |
| 2005  | 1er tour (1/64)  | Mariana Díaz-Oliva  | -                        | -                        | 1er tour (1/64) | Marissa Irvin    | -               | -                |
| 2006  | 1er tour (1/64)  | Daniela Hantuchová  | -                        | -                        | -               | -                | -               | -                |

À droite du résultat, l’ultime adversaire.

### En double dames
| Année | Open d'Australie         | Open d'Australie     | Internationaux de France | Internationaux de France | Wimbledon                     | Wimbledon                   | US Open                       | US Open               |
| ----- | ------------------------ | -------------------- | ------------------------ | ------------------------ | ----------------------------- | --------------------------- | ----------------------------- | --------------------- |
| 2003  | -                        | -                    | -                        | -                        | 1er tour (1/32) Rika Fujiwara | V. Ruano Paola Suárez       | 1er tour (1/32) Rika Fujiwara | V. Ruano Paola Suárez |
| 2004  | 2e tour (1/16) S. Asagoe | Li Ting Sun Tiantian | -                        | -                        | -                             | -                           | -                             | -                     |
| 2005  | -                        | -                    | -                        | -                        | 1er tour (1/32) Rika Fujiwara | A.-L. Grönefeld Navrátilová | -                             | -                     |

Sous le résultat, la partenaire ; à droite, l’ultime équipe adverse.

## Parcours aux Jeux olympiques

### En simple dames
| # | Date       | Nom de l'olympiade           | Surface    | Résultat        | Ultime adversaire | Score     |          |
| - | ---------- | ---------------------------- | ---------- | --------------- | ----------------- | --------- | -------- |
| 1 | 15/08/2004 | Olympic Tennis Event Athènes | Dur (ext.) | 1er tour (1/32) | Maja Matevžič     | 7-63, 7-5 | Parcours |

### En double dames
| # | Date       | Nom de l'olympiade           | Surface    | Résultat      | Partenaire     | Ultimes adversaires            | Score    |          |
| - | ---------- | ---------------------------- | ---------- | ------------- | -------------- | ------------------------------ | -------- | -------- |
| 1 | 15/08/2004 | Olympic Tennis Event Athènes | Dur (ext.) | 2e tour (1/8) | Akiko Morigami | Paola Suárez Patricia Tarabini | 6-4, 6-2 | Parcours |

## Parcours en Fed Cup
| #                                                                        | Date       | Lieu         | Surface         | Gagnante(s)                          | Perdante(s)                 | Score           |          |
|                                                                          |            |              |                 |                                      |                             |                 |          |
| 1999 - 1/4 de finale (groupe mondial II) - Allemagne - Japon - 3 : 2     |            |              |                 |                                      |                             |                 |          |
| 1                                                                        | 24/04/1999 | Hambourg     | Terre (ext.)    | Shinobu Asagoe Saori Obata           | Andrea Glass Jana Kandarr   | 3-6, 7-5, 6-4   | Parcours |
|                                                                          |            |              |                 |                                      |                             |                 |          |
| 2001 - 1er tour (groupe mondial) - Japon - Argentine - 1 : 4             |            |              |                 |                                      |                             |                 |          |
| 2                                                                        | 28/04/2001 | Tokyo        | Dur (int.)      | María Emilia Salerni                 | Saori Obata                 | 6-4, 6-2        | Parcours |
| 2                                                                        | 28/04/2001 | Tokyo        | Dur (int.)      | Saori Obata                          | Clarisa Fernández           | 2-6, 7-5, ab.   | Parcours |
|                                                                          |            |              |                 |                                      |                             |                 |          |
| 2003 - Barrage (groupe mondial I) - Japon - Suède - 4 : 1                |            |              |                 |                                      |                             |                 |          |
| 3                                                                        | 19/07/2003 | Gifu         | Moquette (int.) | Akiko Morigami Saori Obata           | Sofia Arvidsson Hanna Nooni | 6-3, 6-2        | Parcours |
|                                                                          |            |              |                 |                                      |                             |                 |          |
| 2004 - 1er tour (groupe mondial) - Argentine - Japon - 4 : 1             |            |              |                 |                                      |                             |                 |          |
| 4                                                                        | 24/04/2004 | Buenos Aires | Terre (ext.)    | Mariana Díaz-Oliva Patricia Tarabini | Shinobu Asagoe Saori Obata  | 7-64, 6-74, 6-2 | Parcours |
|                                                                          |            |              |                 |                                      |                             |                 |          |
| 2004 - Barrage (groupe mondial I) - Bulgarie - Japon - 2 : 3             |            |              |                 |                                      |                             |                 |          |
| 5                                                                        | 10/07/2004 | Plovdiv      | Terre (ext.)    | Desislava Topalova                   | Saori Obata                 | 7-5, 3-0, ab.   | Parcours |
|                                                                          |            |              |                 |                                      |                             |                 |          |
| 2005 - 1er tour (groupe mondial II) - République tchèque - Japon - 3 : 2 |            |              |                 |                                      |                             |                 |          |
| 6                                                                        | 23/04/2005 | Prague       | Terre (ext.)    | Iveta Benešová Květa Peschke         | Akiko Morigami Saori Obata  | 4-6, 6-3, 6-0   | Parcours |

## Classements WTA en fin de saison

### En simple
| Année | 1994 | 1995 | 1996 | 1997 | 1998 | 1999 | 2000 | 2001 | 2002 | 2003 | 2004 | 2005 | 2006 |
| Rang  | 624  | 608  | 300  | 221  | 210  | 511  | 169  | 116  | 108  | 49   | 107  | 108  | 282  |

Source : (en) « Classements de Saori Obata », sur le site officiel du WTA Tour

### En double
| Année | 1994 | 1995 | 1996 | 1997 | 1998 | 1999 | 2000 | 2001 | 2002 | 2003 | 2004 | 2005 |
| Rang  | 755  | 317  | 279  | 152  | 176  | 206  | 206  | 690  | 301  | 119  | 174  | 201  |

Source : (en) « Classements de Saori Obata », sur le site officiel du WTA Tour